# Lena Ag
Lena Kerstin Ag, född 16 oktober 1957 i Sankt Görans församling i Stockholm, är en svensk ämbetsman. Hon var generaldirektör för Jämställdhetsmyndigheten 2018–2024.

## Karriär
Lena Ag är dotter till generaldirektören Lars Ag och psykoterapeuten Margot, ogift Wallin. Hon har en filosofie kandidatexamen i statsvetenskap och historia  från Stockholms universitet. Hon har under större delen av sitt yrkesverksamma liv arbetat med freds- och utvecklingsfrågor, med fokus på jämställdhet och situationen för kvinnor under krig och konflikt. Hon var med och bildade insamlingsstiftelsen Kvinna till Kvinna i samband med Balkankrigen 1993 och var från maj 2007 dess generalsekreterare.. 
Ag har även varit verksam inom Svenska freds- och skiljedomsföreningen och som kampanjansvarig inom Greenpeace i USA och Sverige. Hon har varit projektledare på Justitiedepartementet för frågor om hedersrelaterat våld och arbetat med biståndsfrågor på Utrikesdepartementet, där hon var politiskt sakkunnig hos biståndsminister Pierre Schori. Hon har även varit delägare i konsultbyrån Norna Kommunikation (numera Springtime) och sysslat med regionalpolitiska frågor. Hon har också varit särskild rådgivare i kommunikations- och mediefrågor på EU-kommissionen under kommissionär Margot Wallström samt hanterade kontakter med frivilligorganisationer. Ag var år 2000 redaktör för boken Program för global rättvisa och solidaritet. S-kvinnors vision om fred och frihet.
Den 26 oktober 2017 utsågs Ag av regeringen Löfven I till den första generaldirektören för Jämställdhetsmyndigheten. Hon tillträdde som generaldirektör 1 januari 2018; Förordnandet löpte ut den 30 september 2024.

## Privatliv
Lena Ag var på 1990-talet sambo med konstnären Gunnar Falk (född 1955),
 son till konstnären Lars Erik Falk och författaren Kerstin Thorvall. De fick en dotter tillsammans 1995.